# Кє
Кє (кор. 계왕, 契王, Gye-wang, Kye-wang) — корейський ван, дванадцятий правитель держави Пекче періоду Трьох держав.

## Походження
Був старшим сином вана Пунсо, вбитого 304 року. «Самгук Сагі» зазначає, що він був природно сильним і могутнім, вправним у їзді верхи та стрільбі з луку. Коли Пунсо помер, Кє був надто молодим, щоб успадкувати трон, тому престол зайняв Пірю, молодший брат вана Сабана. Після смерті останнього Кє все ж зійшов на трон.

## Правління
Його правління виявилось нетривалим. Уже менш, ніж за два роки, коли Кє помер. Після його смерті трон зайняв син вана Пірю Кинчхого.